# Froyza

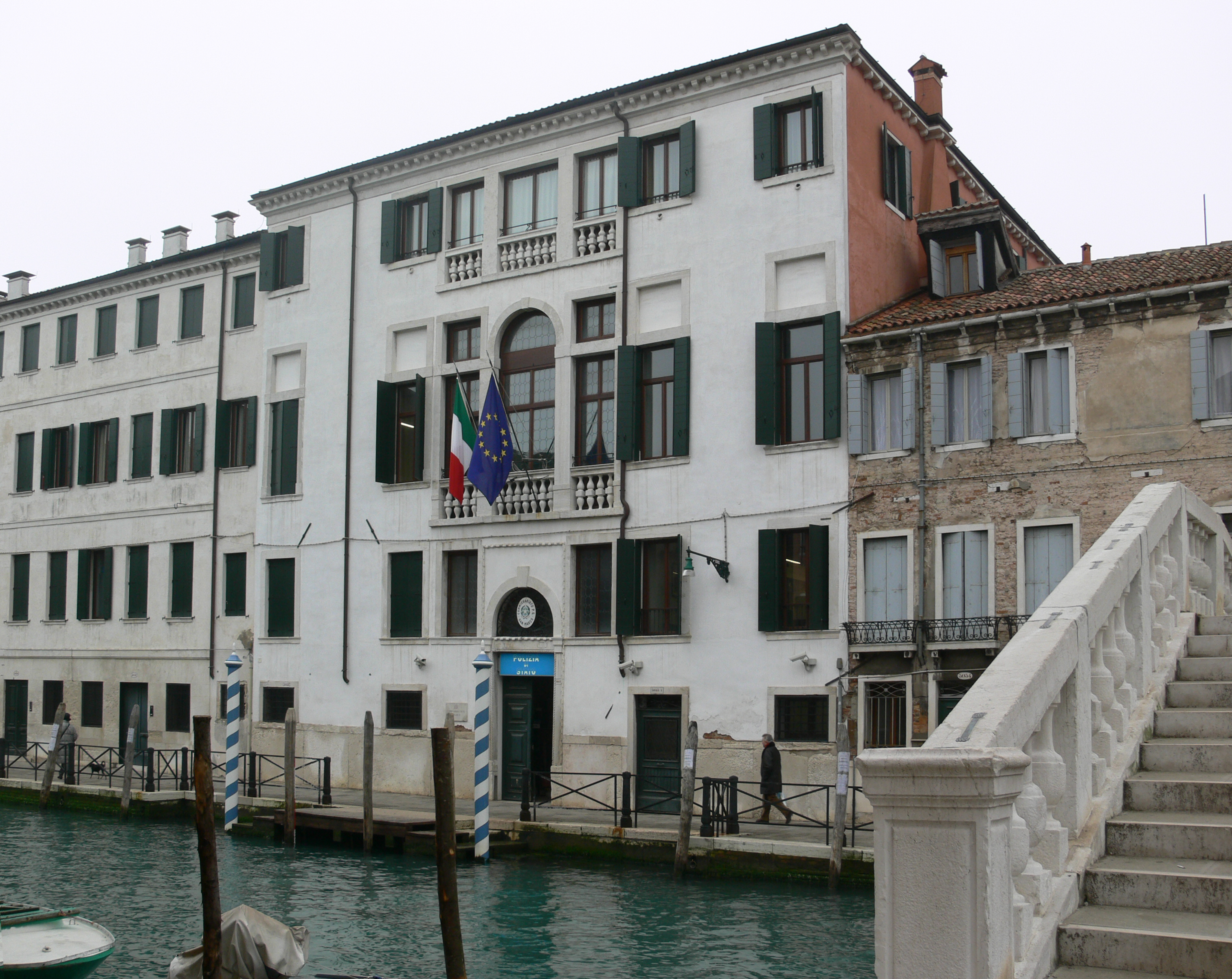
Der Ziani-Palast in Castello, Fondamenta S. Lorenzo, 5053, fotografiert im Jahr 2006, heute eine der venezianischen Präfekturen der Polizia di Stato

Froyza, in der späteren Historiographie auch Troyga oder Troiga, († 23. April (Georgstag) eines nicht bekannten Jahres nach 1178) war ab Mitte des 12. Jahrhunderts die zweite Ehefrau des von 1172 bis 1178 regierenden venezianischen Dogen Sebastiano Ziani. Mit ihm lebte sie während der Dauer ihrer gesamten Ehe in seinem Familienpalast in der Gemeinde Santa Giustina im Nordwesten von Castello; sie überlebte ihn. Seiner ersten Ehe mit einer Frau unbekannten Namens entstammte ein Sohn namens Filippo, der allerdings nur in Konstantinopel in den Jahren 1155 und 1156 erscheint.  
Froyza, eine Frau unbekannter Herkunft, schenkte dem späteren Dogen zwei Söhne, nämlich Pietro (* um 1153) und Giacomo, bzw. Iacopo. Ersterer war von 1205 bis 1229 selbst Doge, der jüngere, der ab 1173 meist zusammen mit seinem Bruder in den Quellen erscheint, starb wohl schon bald nach 1192. Er wurde auf San Giorgio Maggiore beigesetzt. Außer diesen beiden Söhnen brachte Froyza eine Tochter namens Mabiliota zur Welt, die allerdings nach April 1205 aus den Quellen verschwindet. Darüber hinaus wird ein Luigi als Sohn des Herrscherpaares erwähnt, der 1177 zu den Friedensverhandlungen mit Kaiser Friedrich Barbarossa als Unterhändler bei Hof erschienen sein soll.
In seinem Il Palazzo ducale di Venezia von 1861 glaubt Francesco Zanotto, ‚Froiga oder Froiba‘ habe ihren Ehemann überlebt.
Edgcumbe Staley erfand für Sebastiano Ziani kurzerhand eine Ehefrau namens „Cecilia“, die in dieser Namensform auch noch bei Gino Benzoni 1982 in seinem Werk I Dogi erscheint.
Bei Marcello Brusegan erscheint sie schließlich mit dem Namen „Troila“ als 18. Dogaressa, ebenso wie noch im Jahr 2025 auf der Website der venezianischen Museen. Dort erscheint sie als „Troila (o Froiba)“ und als Dogaressa Nummer „XVIII“.